# Trận Ulm
Trận Ulm là một loạt các cuộc giao tranh nhỏ trong phần cuối Chiến dịch Ulm của Napoléon Bonaparte, mà đỉnh cao là sự đầu hàng của tướng Mack von Leiberich cùng phần lớn đội quân Áo ở gần Ulm thuộc Württemberg.
Năm 1805, các nước Anh, Áo, Thụy Điển và Nga đã thành lập khối Liên minh thứ ba để nhằm lật đổ Đế quốc Pháp. Khi Bavaria đi theo phe Napoleon, một đội quân mạnh 72.000 người của Áo dưới quyền tướng Mack von Leiberich đã vội vã tiến lên xâm chiếm trước quốc gia này trong khi quân Nga vẫn còn đang trên đường hành quân qua Ba Lan. Người Áo suy đoán rằng những trận đánh chính của cuộc chiến sẽ diễn ra tại Bắc Ý, chứ không phải ở Đức, và dự định ở hướng Alps sẽ chỉ bố trí phòng thủ.
Có một truyền thuyết khá phổ biến nhưng không đáng tin rằng do người Áo sử dụng lịch Gregory, còn người Nga vẫn sử dụng lịch Julius, nên ngày tháng của họ không tương ứng với nhau, và người Áo đã bước vào cuộc chiến với Pháp trước khi người Nga có thể đến được mặt trận. Cách giải thích đơn giản nhưng đáng ngờ này cho việc quân đội Nga đi quá xa sau quân Áo đã bị học giả Friederich W. Kagain bác bỏ như là "một chuyện hoang đường quái dị". Trong thực tế, người Áo đã hy vọng rằng miền bắc nước Ý, chứ không phải nước Đức, sẽ là nơi các trận đánh lớn diễn ra.
Napoleon có 177.000 quân trong lực lượng Đại quân tại Boulogne để sẵn sàng xâm chiếm nước Anh. Họ bắt đầu hành quân về phía nam từ ngày 27 tháng 8 và đến 24 tháng 9 đã vào vị trí đối diện với quân của tướng Mack gần Ulm, trong khoảng từ Strasbourg đến Weißenburg in Bayern. Ngày 7 tháng 10, Mack được biết rằng Napoleon đã lên kế hoạch tiến quân vòng qua sườn phải của mình để chia cắt ông ta ra khỏi quân Nga lúc này đang tiến qua Viên. Ông liền thay đổi trận tuyến cho phù hợp, đặt sườn trái của mình tại Ulm và sườn phải tại Rain, nhưng người Pháp vẫn tiếp tục tiến quân và vượt sông Danube tại Neuburg.
Trong lúc cố gắng để tự giải thoát, Mack đã thử đưa quân vượt sông Danube tại Günzburg, nhưng đã đụng độ với Quân đoàn VI của Pháp tại Elchingen ngày 14 tháng 10 trong trận Elchingen. Quân Áo mất 2.000 người và phải rút về Ulm. Đến 16 tháng 10, Napoleon đã bao vây toàn bộ quân đội của Mack ở Ulm, và ba ngày sau Mack đầu hàng với 30.000 quân, 18 tướng lĩnh, 65 đại bác và 40 lá cờ. Khoảng 20.000 người trốn thoát, 10.000 người bị chết hoặc bị thương, và phần còn lại trở thành tù binh. Phía Pháp có khoảng 6.000 quân chết hoặc bị thương.
Khi đầu hàng, Mack đã giao nộp thanh kiếm của mình và tự giới thiệu với Napoleon mình là "tướng Mack bất hạnh". Napoleon mỉm cười và trả lời: "Ta trả lại cho vị tướng bất hạnh thanh kiếm và tự do, cùng với sự quan tâm của ta đối với Hoàng đế của ông". Tuy nhiên, Franz II đã không được tử tế như vậy. Mack đã bị đem ra tòa án binh và bị kết án tù hai năm.
Chiến dịch Ulm được coi là một trong những ví dụ đặc sắc nhất của một cuộc hành quân đổi hướng chiến lược trong lịch sử quân sự.